# HMM Algeciras
HMM Algeciras (에이치엠엠 알헤시라스) é um navio porta-contêineres operado pela empresa de navegação sul-coreana Hyundai Merchant Marine (HMM). A embarcação navega com a bandeira de conveniência do Panamá. Quando de sua viagem inaugural em maio de 2020, passou a ser o maior navio porta-contêineres em operação.

## Origem do nome
O nome do navio é uma homenagem à cidade e ao porto do sul de Espanha, Algeciras, na província de Cádis, comunidade autónoma da Andaluzia. Algeciras  está localizada perto da cidade de Gibraltar, mais ao norte do que Tarifa, que é a cidade mais a sul da Europa continental. Ambas as cidades estão situados no estreito de Gibraltar. Algeciras fica de frente para o mar Mediterrâneo. O topónimo Algeciras é derivado do árabe "al-jazira" ("ilha verde" ou "península verde"), do qual são derivados também Argélia e Al-Jazira.

## Construção
O navio foi construído pelo estaleiro Daewoo Shipbuilding and Marine Engineering na cidade de Geoje na Coreia do Sul. O contrato foi financiado pela estatal Korea Ocean Business Corporation. Os navios serão usados entre a Europa e o Leste Asiático como parte da conferência marítima da The Alliance, da qual o HMM passou a fazer parte como membro pleno em abril de 2020.

## ClasseAlgeciras
A classe é formada por 12 navios, sendo que sete deles: HMM Algeciras, HMM Copenhagen, HMM Dublin, HMM Gdansk, HMM Hamburg, HMM Helsinki e  HMM Le Havre foram construídos no estaleiro Daewoo Shipbuilding and Marine Engineering, e os outros cinco: HMM Oslo, HMM Rotterdam, HMM Southampton, HMM Stockholm e HMM St Petersburg foram construídos pela também sul-coreana Samsung Heavy Industries. Todas embarcações entraram em operação durante o ano de 2020. Os navios construídos pela Samsung Heavy Industries, tem uma boca de 61,5 m e capacidade para transportar 23.820 TEU.